# Мајк Пенс
Мајк Пенс (енгл. Mike Pence; Коламбус, 7. јун 1959) је амерички политичар, адвокат, и бивши потпредседник САД од 2017. до 2021. године. Бивши је гувернер америчке савезне државе Индијане од 2013. до 2017. године. Пенс је члан Републиканске странке. Био је представник из 6. конгресног округа Индијане од 2001. до 2013, а био је и на функцији председавајућег Републиканске конференције Представничког дома од 2009. до 2011. По свом светоназору Пенс је конзервативац и присташа покрета Чајанке.
Републикански председнички кандидат Доналд Трамп најавио га је као свог изборног друга на председничким изборима 2016. године.

## Младост
Пенс је рођен у Коламбусу у савезној држави Индијани, као једно од шесторо деце Ненси Џејн (рођене Коли) и Едварда Пенса млађег, који је био власник ланца бензинских станица. Пенсови су били ирски католици који су гласали за демократе. Његови дедови и бабе били су имигранти из округа Слајго и округа Клер у Ирској. Име је добио по свом деди Ричарду Мајклу Колију, возачу аутобуса из Чикага који је у САД стигао преко острва Елис.
Пенс је матурирао у Средњој школи Колумбус Норт 1977. Преддипломске студије историје завршио је на колеџу Хановер 1981. године, а докторат из права стекао је на Правној школи Роберта Х. Мекинија Универзитета у Индијани, 1986. године. Док је био студент колеџа Хановер, Пенс се учланио у братство Фи Гама Делта, где је био председник. По завршетку студија на колеџу Хановер, Пенс је радио као саветник за пријем на колеџу од 1981. до 1983. После стицања дипломе правног факултета 1986, почео је да ради као приправник у приватној правној фирми. После неуспешних избора за Конгрес, наставио је да се бави правом. Председник Фондације за преглед политике Индијане постао је 1991. године. Та фондација је труст мозгова који промовише идеје слободног тржишта и део је Стејт полиси нетворка.
Пенс је Фондацију напустио 1994, када је почео да ради као водитељ ток шоуа на радио-станици. Емисија му се звала Мајк Пенс ток шоу, а емитовала се из радио-станице Вајф-ФМ (тада ВРЦР-ФМ) из Рашвила у Индијани. Пенс се самопрозвао „Рашом Лимбом на кафи без кофеина“, по конзервативном радио водитељу Лимбу, познатом по својој отворености. Емисију је преносио Нетворк Индијана а пуштана је викендом у 9 ујутро на осамнаест станица широм савезне државе, укључујући ВУБЦ-ФМ из Индијанаполиса.